# Capitell de Pataliputra
El Capitell de Pataliputra és un capitell rectangular amb volutes i disseny com els de la Grècia clàssica. El van descobrir en les ruïnes del Palau Pataliputra, a la capital de l'Imperi Màuria (actual Patna, al nord-est de l'Índia). Data del segle iii abans de la nostra era. El Servei Arqueològic de l'Índia el descriu com "un capitell colossal en estil hel·lenístic".

## Descobriment

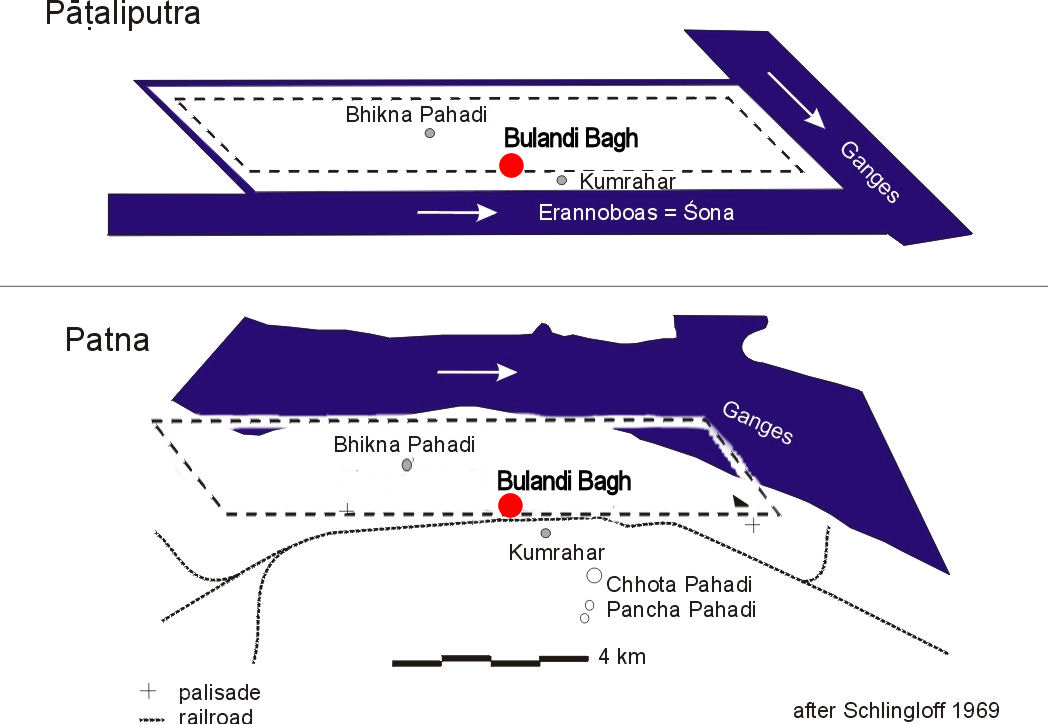
Ubicació del jaciment de Bulandi Bagh, en l'antiga ciutat de Pataliputra (actual Patna). En aquest jaciment es trobà el Capitell de Pataliputra

El capitell fou descobert el 1895 en el Palau Reial de Pataliputra, a les ruïnes de Bulandi Bagh de Patna, a l'Índia. Era a una profunditat d'uns de 4 m, i data del regnat d'Aixoka o poc després, durant el segle iii aC. Se'n publicà en l'Informe sobre les excavacions de Pataliputra (Patna), del 1903. Ara es pot veure el capitell en el Museu de Patna.

## Ubicació
El Capitell de Pataliputra (en roig, jaciment de Bulandi Bagh) en l'antiga ciutat de Pataliputra és l'actual Patna, al nord-oest del lloc principal d'excavació.
El jaciment on va aparéixer el Capitell de Pataliputra està marcat a la cantonada superior dreta de Bulandi Bagh, al nord-oest del lloc d'excavació principal.
Segons la reconstitució de la ciutat de Pataliputra, Bulandi Bagh forma part de l'estacada de la ciutat, i altres jaciments com el de Kumhrar, a 400 metres al sud de l'estacada, a la riba del Son (anomenat Erannoboas per Megàstenes), eren un recinte de plaer. El Capitell de Pataliputra devia ser en una estructura de pedra dins de l'estacada de la ciutat vella, o potser era part d'una porta de pedra de l'estacada.

## Context històric
El capitell data del període primerenc de l'Imperi Màuria, del segle iii abans de la nostra era. Correspondria, doncs, al regnat de Chandragupta Maurya, al seu fill Bindusara o al seu net Aixoka, que tingueren influència grega. Se sap d'ambaixadors grecs en la seua cort, respectivament: Megàstenes, Deímac i Dionís, que anaren a Pataliputra amb regals i artesans (un ambaixador grec anomenat Dionís anà a la cort d'Aixoka, enviat per Ptolemeu II Filadelf).

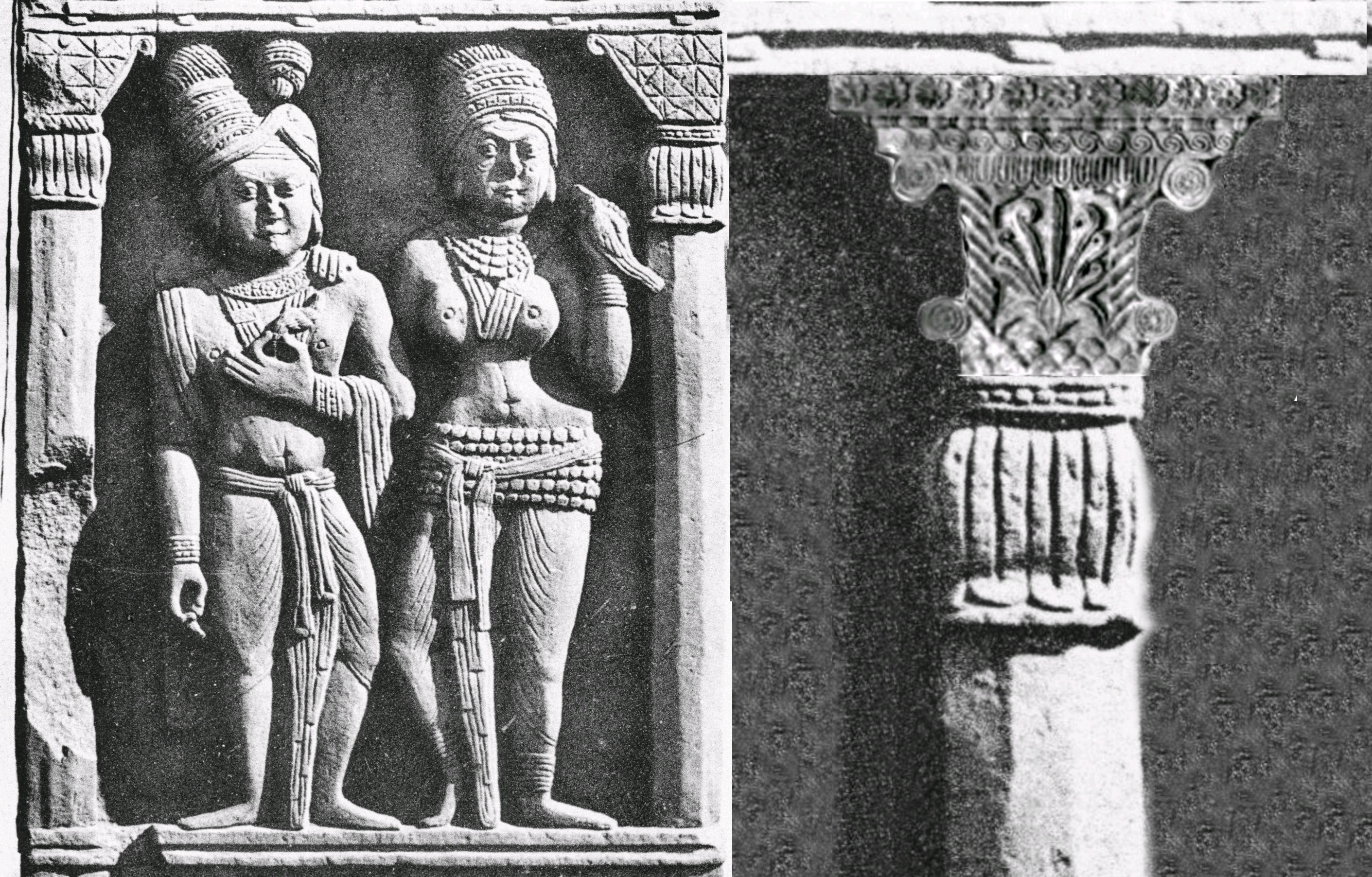
Baix relleu d'unes columnes. Esquerra: relleu de Bharhut. Dreta: reconstrucció de la columna del Capitell de Pataliputra

Abans de l'època d'Aixoka, els edificis es degueren construir amb materials no permanents, com ara fusta, bambú o palla. Aixoka degué reconstruir el seu palau de Pataliputra reemplaçant el material de fusta per pedra, i per a això contractaria artesans estrangers.
Durant el regnat de l'emperador Aixoka, Pataliputra fou una de les ciutats més grans del món, amb una població d'entre 150.000 i 400.000 persones. La ciutat tenia una superfície d'uns 25,5 quilòmetres quadrats i una circumferència de 33,8 quilòmetres, amb forma de paral·lelogram i 64 portes (és a dir, si fa no fa una porta cada 500 m).
L'existència del capitell d'estil hel·lenístic en la capital de l'Imperi Màuria indica la presència d'estructures de pedra d'inspiració grega. Malgrat que Pataliputra es va construir al principi amb fusta, alguns relats descriuen Aixoka com a constructor d'edificis de pedra. Per això se li atribueix a Aixoka el començament de l'arquitectura de pedra a l'Índia. No n'hi ha cap precedent.
La influència de l'art grec durant aquest període també es comprova en els pilars d'Aixoka, els capitells de Rampurva i en alguns edictes de pedra escrits en grec, com ara la Incripció bilingüe en Roca de Kandahar i l'edicte grec de Kandahar.

## Descripció

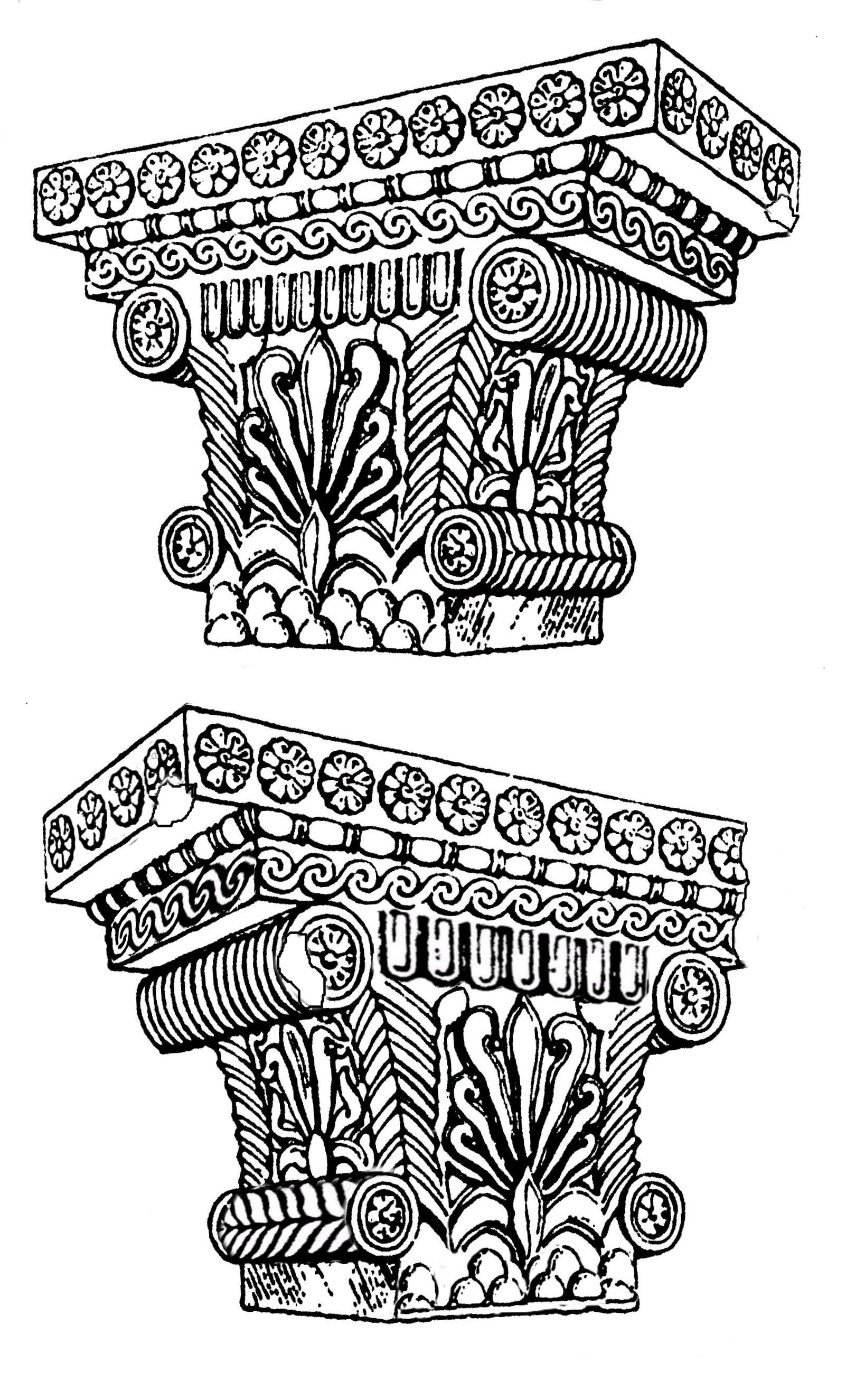
Vista frontal i posterior del Capitell de Pataliputra (dibuix). La banda posterior té algunes parts trencades (cantó superior dret) i un dibuix un poc menys detallat i una mica més tosc

### Constitució

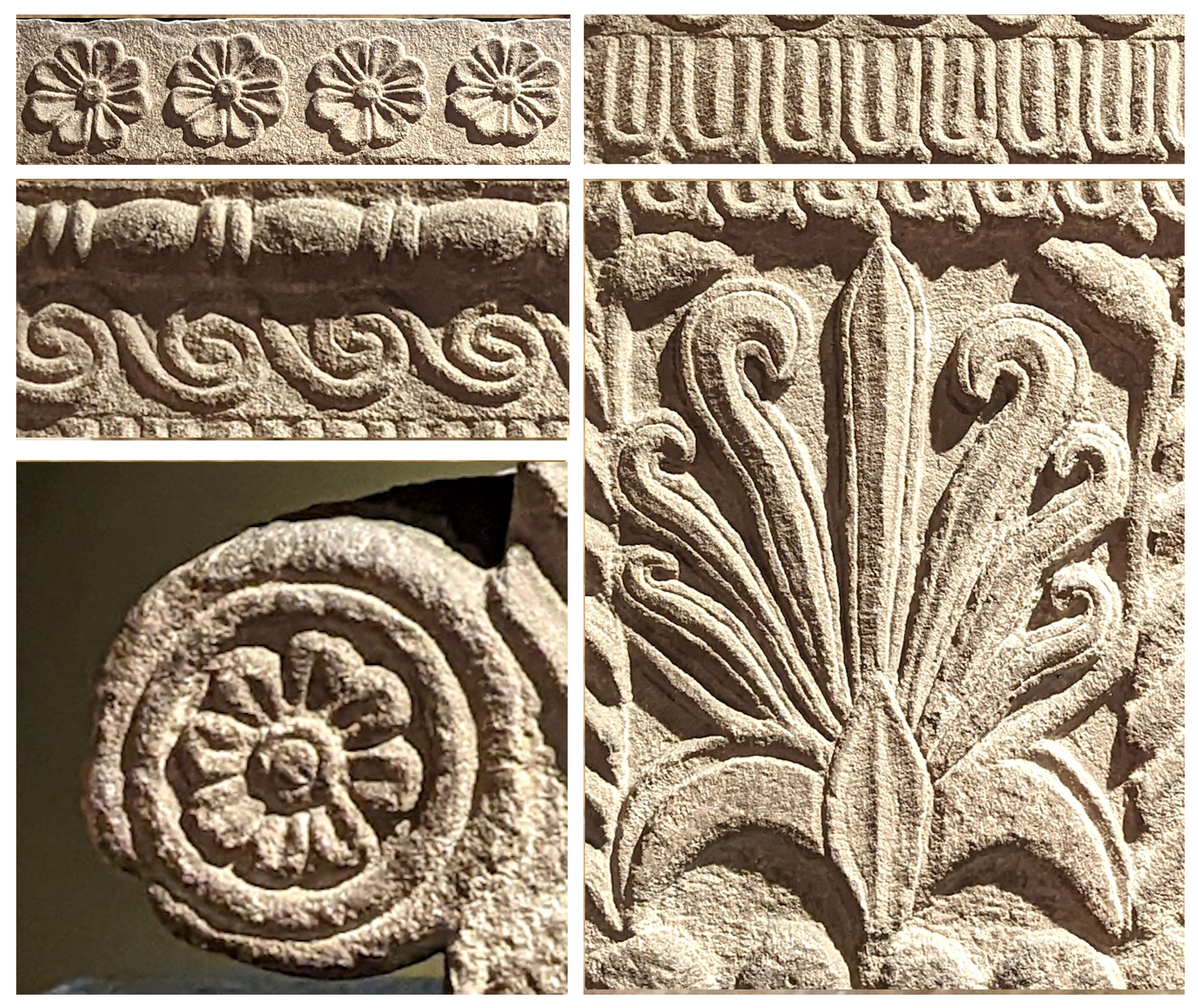
Els dibuixos clàssics en el Capitell de Pataliputra inclouen rosetes, perles, ones, motllures de grans, volutes amb roseta i palmeta flamígera estilitzada

El capitell és fet de gres sense polir. Té una longitud de 1,23 m, una alçada de 0,85 m, i un pes de 900 kg. Durant les excavacions es va trobar al costat d'una muralla antiga i un terra de rajola.

### Contingut de dibuix
L'anvers i el revers del Capitell de Pataliputra estan molt decorats, malgrat que el revers té algunes diferències i un dibuix un poc més rudimentari.
De dalt cap avall: la primera banda conté un patró de rosetes, onze al front i quatre al lateral. Després hi ha una banda amb un patró de perles, i al davall una banda d'ones, de dreta a esquerra, tret de la part posterior on són d'esquerra a dreta. Més a baix hi ha una banda amb un patró d'ous i fletxes, amb onze "ous" al front i només set a la part posterior. Després hi apareix el motiu principal, una palmeta flamígera, que és damunt un dibuix amb còdols.
L'originalitat d'aquest capitell és que té tots dos costats decorats (no hi ha un costat en blanc que correspongui a un estrep de paret).
El Capitell de Pataliputra té dos forats a la part superior, i això implicaria una manera de fixació amb un element estructural al sostre.

### Funció

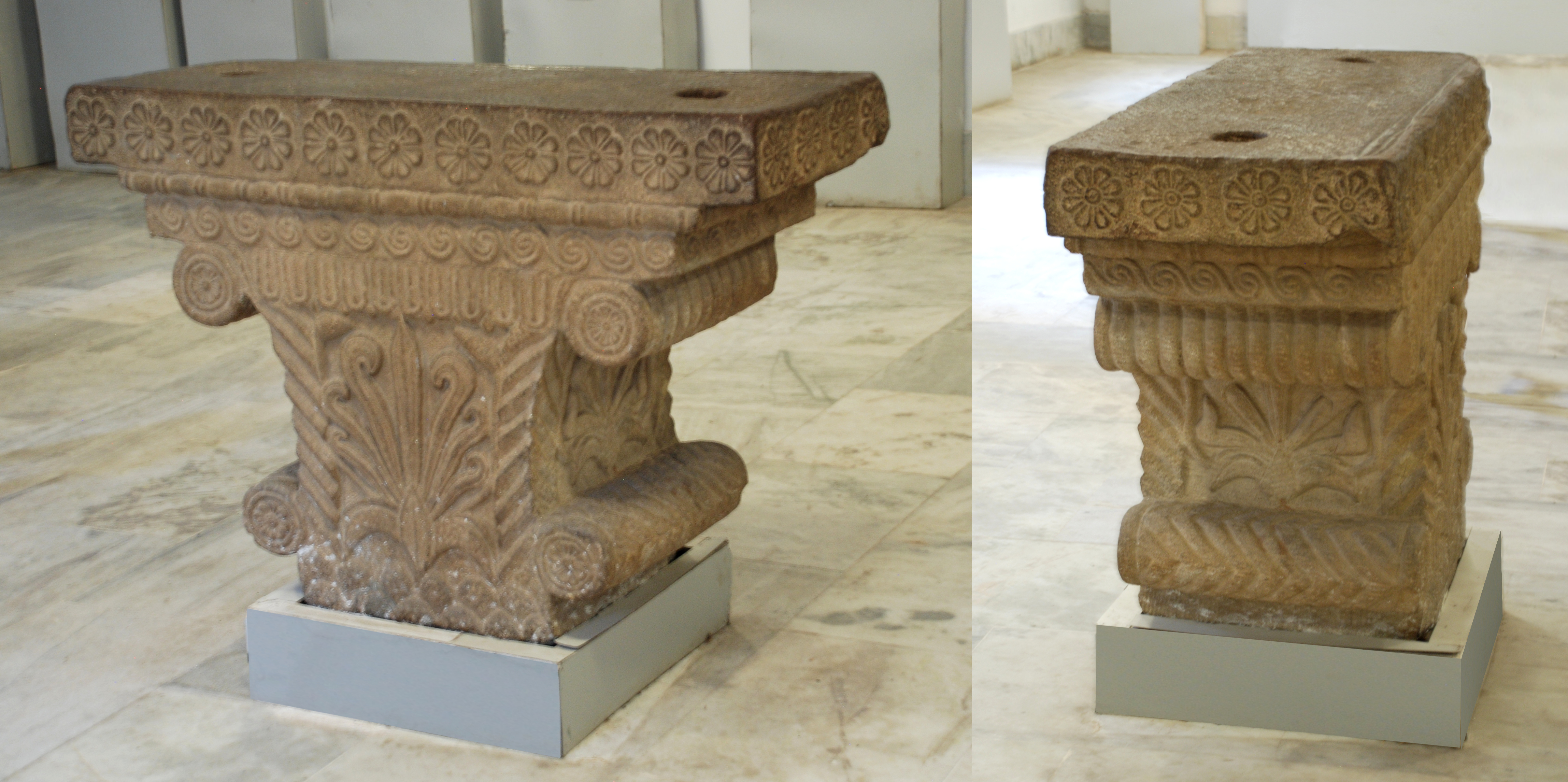
Vista frontal i lateral del capitell de Pataliputra. Museu de Bihar

Atés que tots dos costats del capitell són decorats, hauria de ser un capitell de columna: el capitell d'una columna de suport independent de forma quadrada, rectangular, o potser de secció redona.
Per la seua semblança a alguns pilars de les coves d'Ajanta, es pensa que era sobre una peça intermèdia de secció redona entre el pilar i el capitell, com un capitell de bulb en forma de lotus com els que es veuen en els pilars d'Aixoka. Es poden veure arranjaments prou similars a les coves d'Ajanta.
El Capitell de Pataliputra és semblant als capitells dels relleus de Sanchi i Bharhut, que daten del segle ii abans de la nostra era. Els pilars de Bharhut tenen un capitell amb la part inferior en forma de campana i damunt amb forma trapezoïdal entrecreuada amb incisions, per a aconseguir una il·lusió decorativa (o una composició floral en exemples més detallats), i sovint acaben amb una voluta en cada cantó superior. A més a més, el fust n'és cilíndric o octogonal.
Un capitell de Bharhut, utilitzat per a sostenir-ne l'entrada principal, actualment en el Museu Indi de Calcuta, té una disposició semblant, tot i que més complexa, amb quatre pilars units en un, i lleons a la part superior, asseguts al voltant d'una corona central que s'assembla en disseny amb el Capitell de Pataliputra, amb dibuix de palmeta flamígera central, roseta i perles.

## Estil

### Estil hel·lenístic

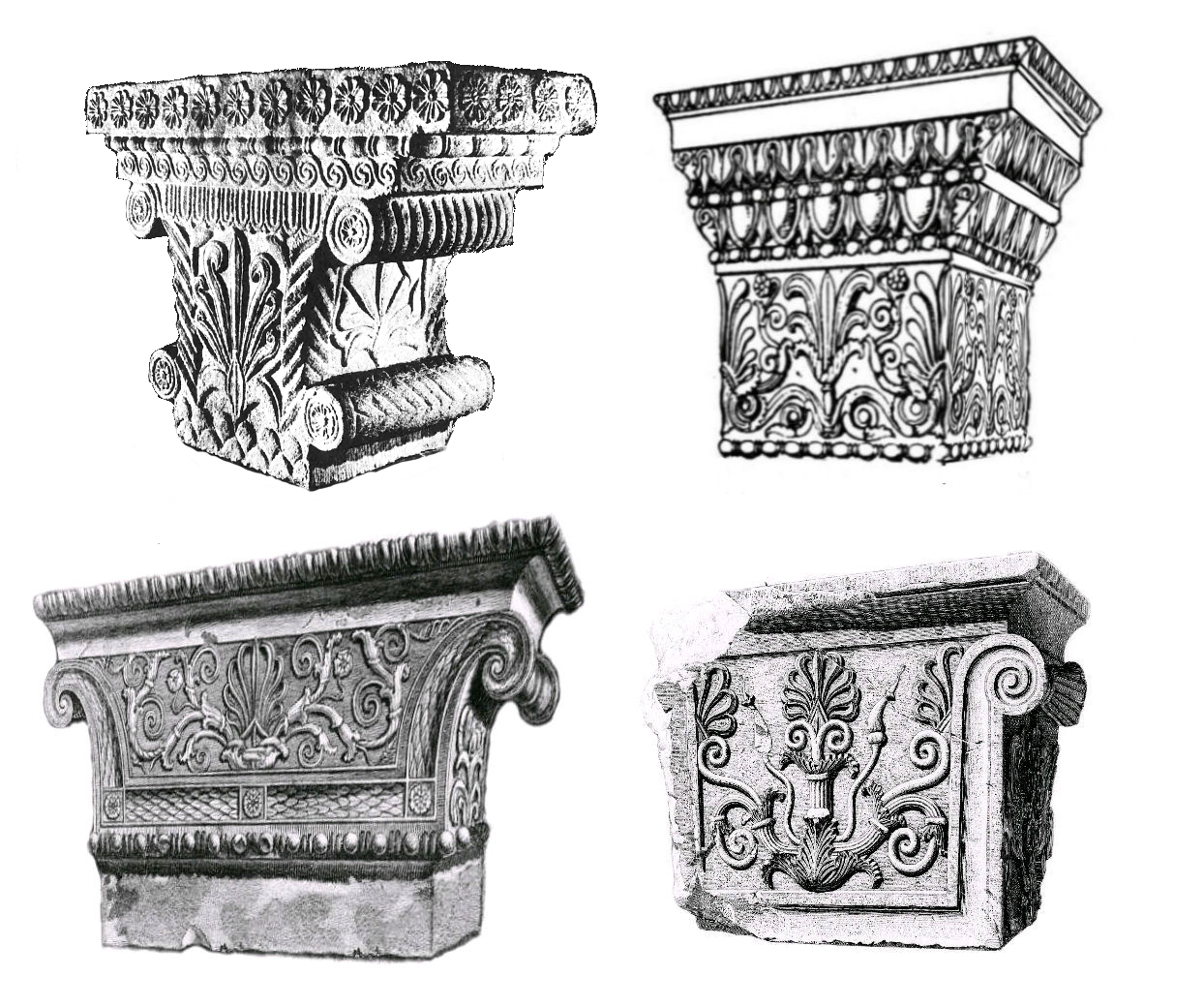
El capitell de Pataliputra (a dalt a l'esquerra) comparat amb tres capitals antae jònics: A dalt a la dreta: Erectèon (Atenes, al voltant del 410 ae). Vegeu també a Quios: A baix a l'esquerra: Temple d'Apol·lo de Dídima (Jònia, segle IV ae. A baix a la dreta: Priene (ae)

El capitell s'adorna amb dibuixos grecs clàssics, com ara la fila repetida de rosetes, l'òvul, el patró de perles i voltes, ones que es desplacen, així com el centre de palmeta flamígera i volutes amb rosasses al centre. S'ha qualificat com quasi-jònic, amb una influència definida de l'Orient Pròxim, o simplement grec en disseny i origen.
S'ha proposat que té una influencia de l'arquitectura aquemènida, en concret amb la forma general. Tanmateix, semblen especulacions arran de les diferències que té el Capitell de Pataliputra amb els de les columnes jòniques, perquè la semblança d'aquestes és més amb els capitells d'antes dels temples grecs.

### Capitell d'anta hel·lenístic
El disseny del Capitell de Pataliputra és semblant al dels capitells d'anta (un capitell a la part superior de la vora frontal d'una paret), amb forma i decoracions gregues. La forma general del capitell pla és ben coneguda en els capitells d'anta clàssics, i els rotllos o volutes laterals també en són una característica comuna, i més generalment se situen a l'extrem superior del capitell. Hi ha capitells d'anta grecs amb dibuixos semblants del període arcaic tardà.
A diferència dels capitells d'anta, tots dos costats del Capitell de Pataliputra estan decorats (no hi ha un costat en blanc que correspongui a un estrep de paret), i això indica que era un capitell de columna.

#### Volutes i patrons horitzontals
Aquest tipus de capitell anta amb volutes laterals es considera d'ordre jònic. Se solen caracteritzar per diverses motllures al front, disposades de manera prou plana per a no sobreeixir de la paret, amb volutes superposades en costats corbs que s'eixamplen cap amunt.

#### Disseny central de palmeta flamígera
El motiu central del Capitell de Pataliputra és la palmeta flamígera, la primera aparició de la qual es remunta a l'acroteri floral del Partenó (447-432 abans de la nostra era), i una mica més tard al Temple de Nice Àptera. Es va estendre a Àsia Menor en el segle iii abans de la nostra era, i es pot veure a les portes de l'Índia, a Alexandria d'Oxiana des del voltant del 280 aC, en dissenys d'antefixa i mosaic.

### En l'art posterior

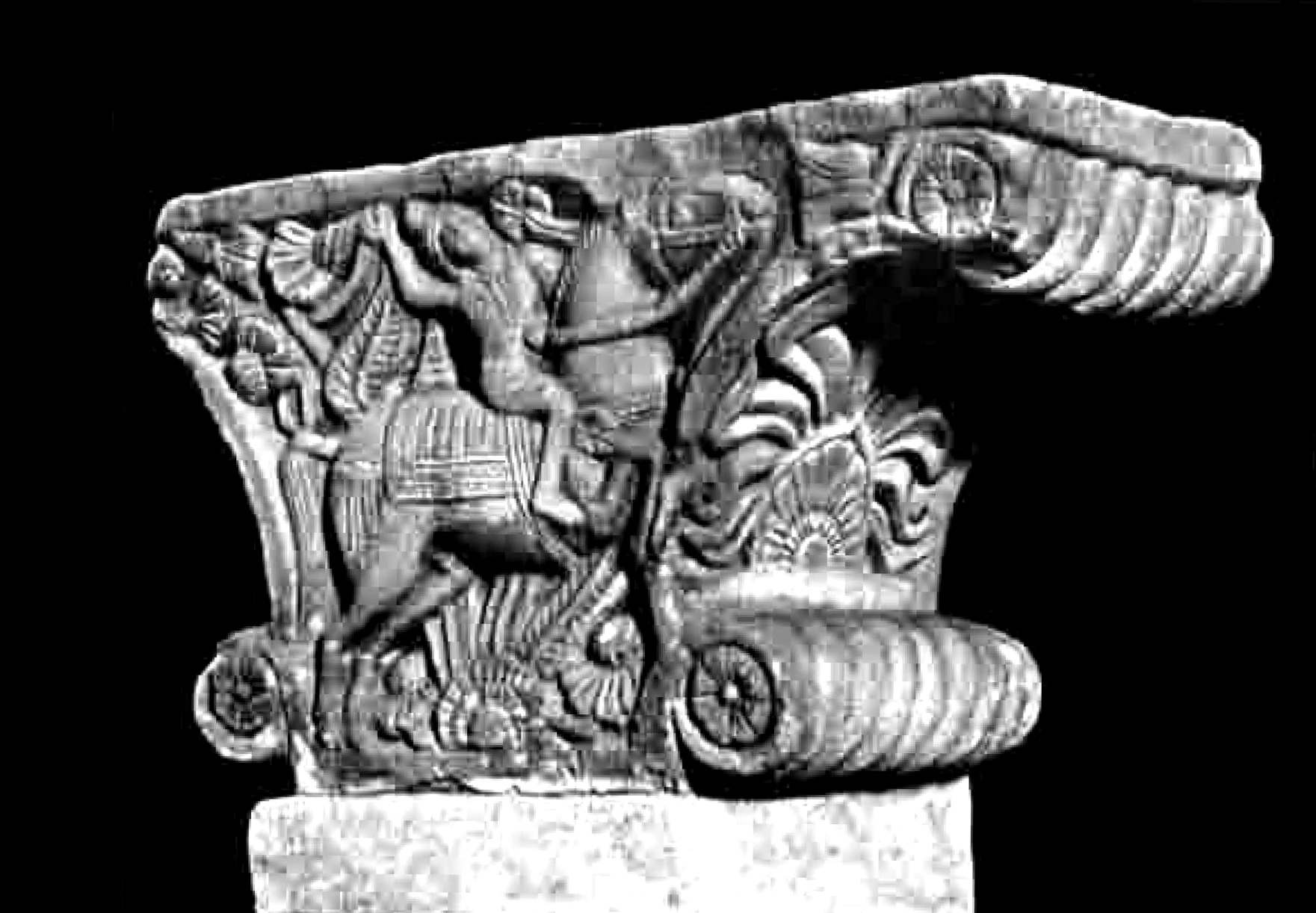
Capitell de Sarnath

El primer exemple conegut a l'Índia de capitells de pedra és el Capitell de Pataliputra (segle iii aC). L'estil d'aquest capitell és prou semblant als de la Grècia clàssica, i s'ha descrit com "quasi jònic". Probablement aquest capitell haja format part d'una sèrie d'estructures de pedra que no ens han pas pervingut. Això no obstant, aquest art va continuar evolucionant, per la qual cosa hi ha similituds en els dissenys de capitells de diferents àrees del nord de l'Índia des de l'època d'Aixoka fins a la dels Satavahava de Sanchi.
S'han trobat altres capitells a l'Índia amb la mateixa composició que el Capitell de Pataliputra, com ara el de Sarnath, a 250 km de Pataliputra, datat del període Màuria. Aquest és més petit, amb 33 cm d'alçada i 63 cm d'amplada.
A Bharhut hi ha un capitell del segle ii abans de la nostra era, del període de l'Imperi Sunga, que és una barreja dels lleons dels pilars d'Aixoka i un capitell d'anta central amb molts elements hel·lenístics (rosetes, grans i rodets), així com un disseny de palmeta central semblant al del Capitell de Pataliputra. Hi ha molts casos d'influència jònica en capitells indis.
Més tard, l'ordre es va fer popular en l'art grecobudista de Gandhara, en els primers segles de la nostra era. Alguns dibuixos amb palmetes centrals amb volutes s'acosten més al capitell de la pilastra o anta corinti grec posterior. Molts exemples de capitells indocorintis es veuen en l'art de Gandhara.

## Història posterior
El Regne indogrec va ocupar Pataliputra al voltant de l'any 185 abans de la nostra era, durant la caiguda de l'Imperi Màuria.
La ciutat continuà sent la capital de l'Imperi Gupta (segles III-VI) i de la dinastia Pala (segles VIII-XII).
Sembla que part del conjunt encara existia en temps del pelegrí budista del segle iv Fa Xian ('Esplendor del Dharma') que es va admirar davant les ruïnes del Palau d'Aixoca de Pataliputra:
| «          | No va ser una obra humana, sinó d'esperits que van amuntegar les pedres, alçaren les parets i les portes i elaboraren elegants talles i escultures incrustades d'una manera que cap mà humana d'aquest món podria aconseguir. | » |
| — Fa Xian, | |   |